# Indian National Satellite System

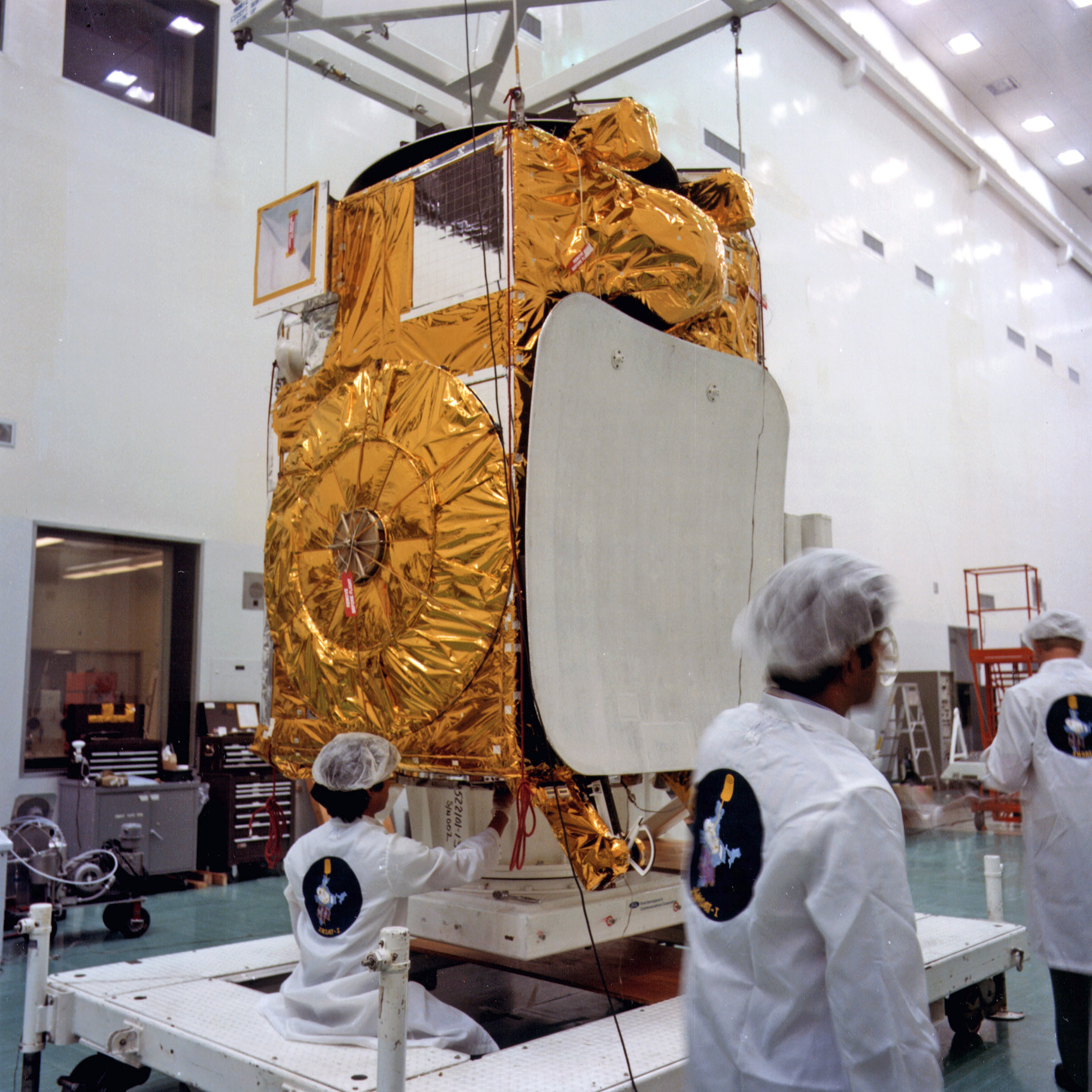
INSAT-1B.

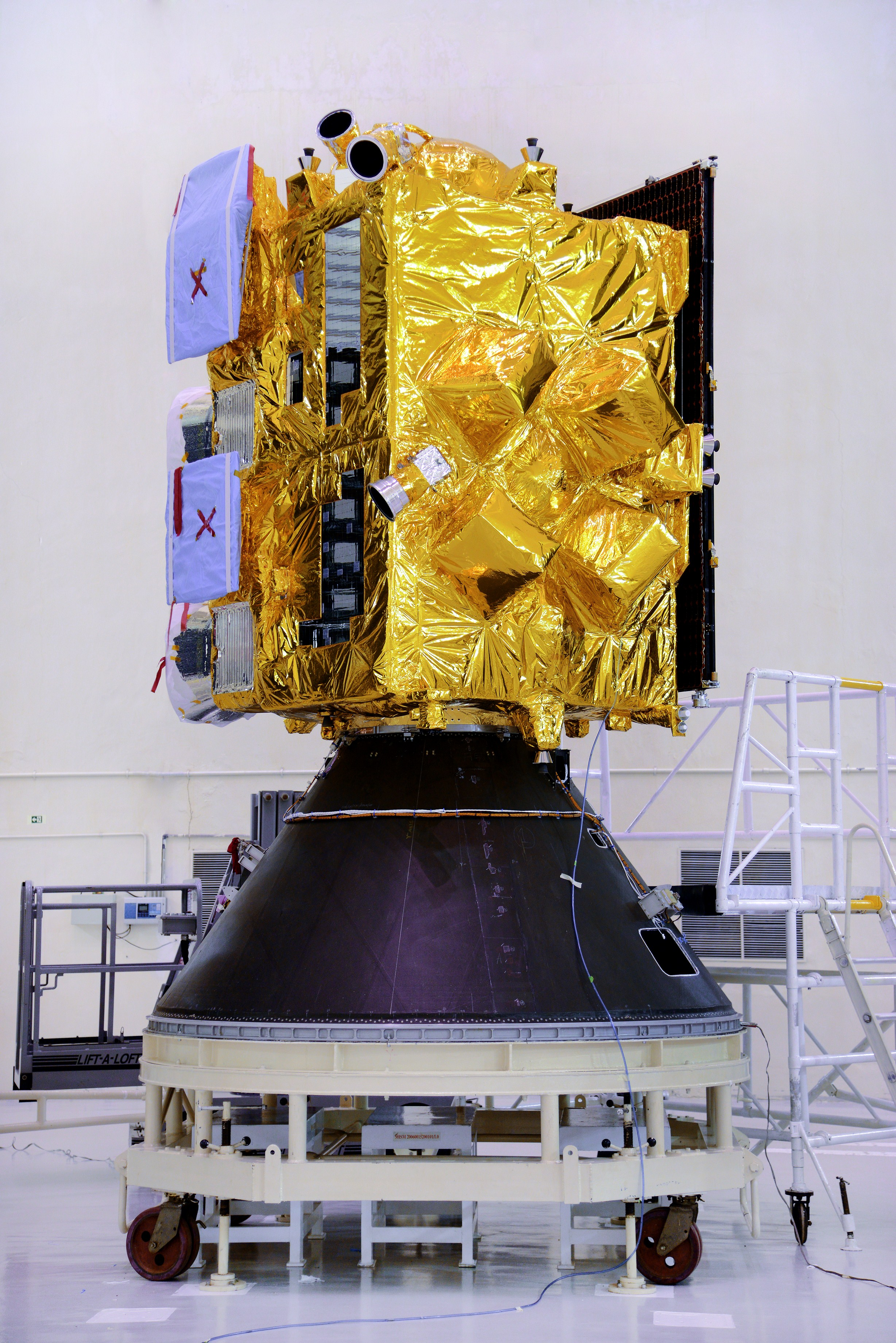
L'INSAT-3DR peu avant son lancement dans une salle blanche du centre spatial Satish-Dhawan.

L’Indian National Satellite System (INSAT) est une série de satellites sur orbite géostationnaire lancée par l’Indian Space Research Organisation pour les besoins de télécommunications, météorologiques et de recherche et sauvetage de l’Inde. Le premier satellite a été mis en orbite en 1983 et le réseau est maintenant le plus vaste de la région Asie-Pacifique.
INSAT est une collaboration entre le ministère de l’espace, celui des télécommunications, de All India Radio et Doordarshan, ainsi que du service météorologique indien. Le programme est géré par un comité de coordination entre les différents partenaires.
Les satellites d’INSAT comptent au total 199 transpondeurs émettant ou recevant dans différentes bandes radio (C, S, C étendue et Ku) pour les besoins de la radio-télévision indienne. Quelques-uns ont des radiomètres de haute précision (VHRR pour Very High Resolution Radiometer), des capteurs photographiques à haute résolution pour la météorologie et la métrologie. Enfin, les satellites incorporent des appareils de réception des signaux des radiobalises de localisation des sinistres dans le cadre du programme Cospas-Sarsat.

## Liste des satellites INSAT
| No                  | Nom             | Date de lancement   | Lanceur                     | Masse    | Charge utile                     | Statut |
| ------------------- | --------------- | ------------------- | --------------------------- | -------- | -------------------------------- | --- |
| 1                   | INSAT-1A        | 10 avril 1982       | Delta 3910                  | 1 152 kg | Télécommunications, Météorologie | Activé le 6 septembre 1982 |
| 2                   | INSAT-1B        | 30 août 1983        | Navette spatiale américaine | 1 152 kg | Télécommunications, Météorologie | Vie utile terminée |
| 3                   | INSAT-1C        | 22 juillet 1988     | Ariane 3 4925               | 1 190 kg | Télécommunications, Météorologie | Abandonné en novembre 1989 |
| 4                   | INSAT-1D        | 12 juin 1990        | Delta 4925                  | 1 190 kg | Télécommunications, Météorologie | Vie utile terminée |
| 5                   | INSAT-2A        | 10 juillet 1992     | Ariane 4                    | 1 906 kg | Télécommunications, Météorologie | Premier satellite de télécommunication indien. Vie utile terminée.                                                                                            |
| 6                   | INSAT-2B        | 23 juillet 1993     | Ariane 4                    | 1 906 kg | Télécommunications, Météorologie | Vie utile terminée |
| 7                   | INSAT-2C        | 7 décembre 1997     | Ariane 4                    | 2 100 kg | Télécommunications               | Vie utile terminée |
| 8                   | INSAT-2D        | 4 juin 1997         | Ariane 4                    | 2 100 kg | Télécommunications               | Ne répond plus depuis le 4 octobre 1997 |
| 9                   | INSAT-2DT       | En orbite d’attente | Ariane 4                    | 1 260 kg | Télécommunications               | Vie utile terminée. Initialement Arabsat 1C |
| 10                  | INSAT-2E        | 3 avril 1999        | Ariane 4                    | 2 550 kg | Télécommunications, Météorologie | En service |
| 11                  | INSAT-3A        | 10 avril 2003       | Ariane 5                    | 2 950 kg | Télécommunications, Météorologie | En service |
| 12                  | INSAT-3B        | 22 mai 2000         | Ariane 4                    | 2 070 kg | Télécommunications               | En service |
| 13                  | INSAT-3C        | 24 janvier 2002     | Ariane 4                    | 2 750 kg | Télécommunications               | En service |
| 14                  | Kalpana-1       | 12 septembre 2002   | Ariane 4                    | 1 906 kg | Télécommunications, Météorologie | En service |
| 15                  | GSAT-2          | 8 mai 2003          | Ariane 4                    | 1 906 kg | Télécommunications, Météorologie | En service |
| 16                  | INSAT-3E        | 28 septembre 2003   | Ariane 5 G                  | 2 750 kg | Télécommunications               | Vie utile terminée |
| 17                  | GSAT-3 (EDUSAT) | 20 septembre 2004   | Ariane 4                    | 1 906 kg | Télécommunications, Météorologie | En service |
| 18                  | INSAT-4A (en)   | 22 décembre 2005    | Ariane 5 ECA                | 3 081 kg | Télécommunications               | En service |
| 19                  | INSAT-4C (en)   | 10 juillet 2006     | GSLV Mk2                    | 2 168 kg | Télécommunications               | Échec du lancement |
| 20                  | INSAT-4B        | 12 mars 2007        | Ariane 5 ECA                | 3 028 kg | Télécommunications               | En service |
| 21                  | INSAT-4CR       | 2 septembre 2007    | GSLV Mk2                    | 2 168 kg | Télécommunications               | En service. À la suite d'une défaillance du lanceur, le satellite a du utiliser ses moteurs pour achever sa mise en orbite réduisant sa durée de vie de 5 ans |
| 22                  | INSAT-4G        | 20 mai 2011         | Ariane 5 ECA                | 1 906 kg | Télécommunications, Météorologie | En service ; autre appellation GSat 8 |
| 23                  | INSAT-3D        | 25 juillet 2013     | Ariane 5 ECA                | 2 061 kg | Météorologie                     | En service |
| 24                  | INSAT-4F (en)   | 29 aout 2013        | Ariane 5 ECA                | 2 650 kg | Télécommunications               | En service ; autre appellation GSat 7 |
| 25                  | INSAT-4E        | 27 août 2015        | GSLV Mk2                    | 2 117 kg | Télécommunications               | En service ; autre appellation GSat 6 |
| 26                  | INSAT-3DR       | 8 septembre 2016    | GSLV Mk2                    | 2 211 kg | Météorologie                     | En service |
| 27                  | GSAT-6A (en)    | 29 mars 2018        | GSLV Mk2                    | 2 117 kg | Télécommunications               | Identique au INSAT-4E Échec lors de la mise en orbite |
| Missions planifiées |                 |                     |                             |          |                                  | |
| 22                  | INSAT-3DS       | vers 2022           | GSLV Mk2                    | 2 211 kg | Météorologie                     | En développement |